# Проти єресей
Викриття́ та спростува́ння лжеіменно́го знання́ (або Про виявлення та повалення так званого гнозису; дав.-гр. Ἔλεγχος καὶ ἀνατροπὴ τῆς ψευδωνύμου γνώσεως, в латинському перекладі книга вийшла під назвою Проти єресей, лат. Adversus Haereses) — основна праця церковного отця Іренея Ліонського, єпископа Лугдунума у Галії (тепер місто Ліон у Франції), написана близько 180 року давньогрецькою мовою, цінне джерело з історії раннього християнства.
Іноді книгу плутають з:
- Панаріон (медична скриня) — твором 4-го століття, що протистоїть єресям, який написав Єпіфаній Кіпрський.
- Adversus omnes haereses, додатком до твору De praescriptionem haereticorum Тертуліана, який жив у 160—225 роках. Більшість науковців вважають, що додаток написав не Тертулліан, а доданий пізніше; тому його авторство відносять до псевдо-Тертуліана.

## Зміст

### Книги перша та друга
Іреней зауважує, що відмінності в думках нерідко призводять до богохульства і загибелі. І першою мішенню його критики виступає вчення Валентина, який навчав про еони, Деміурга, Плерому і Софію-Ахамот. Також він згадує вчення Симона Мага, Менандра, Керінфа, Карпократа, Сатурніна, Василіда та Маркіона, а також офітів, каїнітів та ебіонітів.
Критикуючи гностиків (лат. Gnosticorum), Іреней згадує слова апостола Павла, що знання (грец. γνῶσις) надимає, а любов будує (1Кор 8:1). Найбільше нарікань з його боку викликають спроби єретиків набути досконалого знання в цьому житті, а також вчення про переселення душ (II: XXXIII) і ангелів-творців. Відкидає Іриней і апокрифи.

### Книга третя
У 3 книзі Іреней повідомляє про спадкоємність римських єпископів: від Петра і Павла до Ліна, Анакліт, Климент, Еварист, Олександр, Сікст, Телесфор, Гігін, Пій, Анікет, Сотер, Елевтерій (сучасник Іренея). Також Іреней наполягає на четвероєвангелії (III: XI) і розповідає про створення Септуагінти (III: XXI).

### Книга четверта
У 4 книзі Іреней доводить єдність обох Заповітів, а також відкидає гностичну ідею, що вони проповідують різних богів. Він відкидає ідею, що люди від народження поділяються на тілесних та духовних, заперечуючи це аргументом свободи волі.

### Книга п'ята
У 5 книзі Іреней вчить, що Бог рятує цілу людину — не тільки її душу, а й тіло (воскресіння з мертвих), а також говорить про диявола і антихриста.

## Географія
Іреней згадує про церкви в Німеччині, Галлії, Іспанії, Лівії, Єгипті та на Сході (Ireneus, Contra Haer. X.2)

## Видання
Твір Іренея вийшли в першій частині сьомого тому Patrologia Graeca.